# Bernhard Ludvig Essendrop

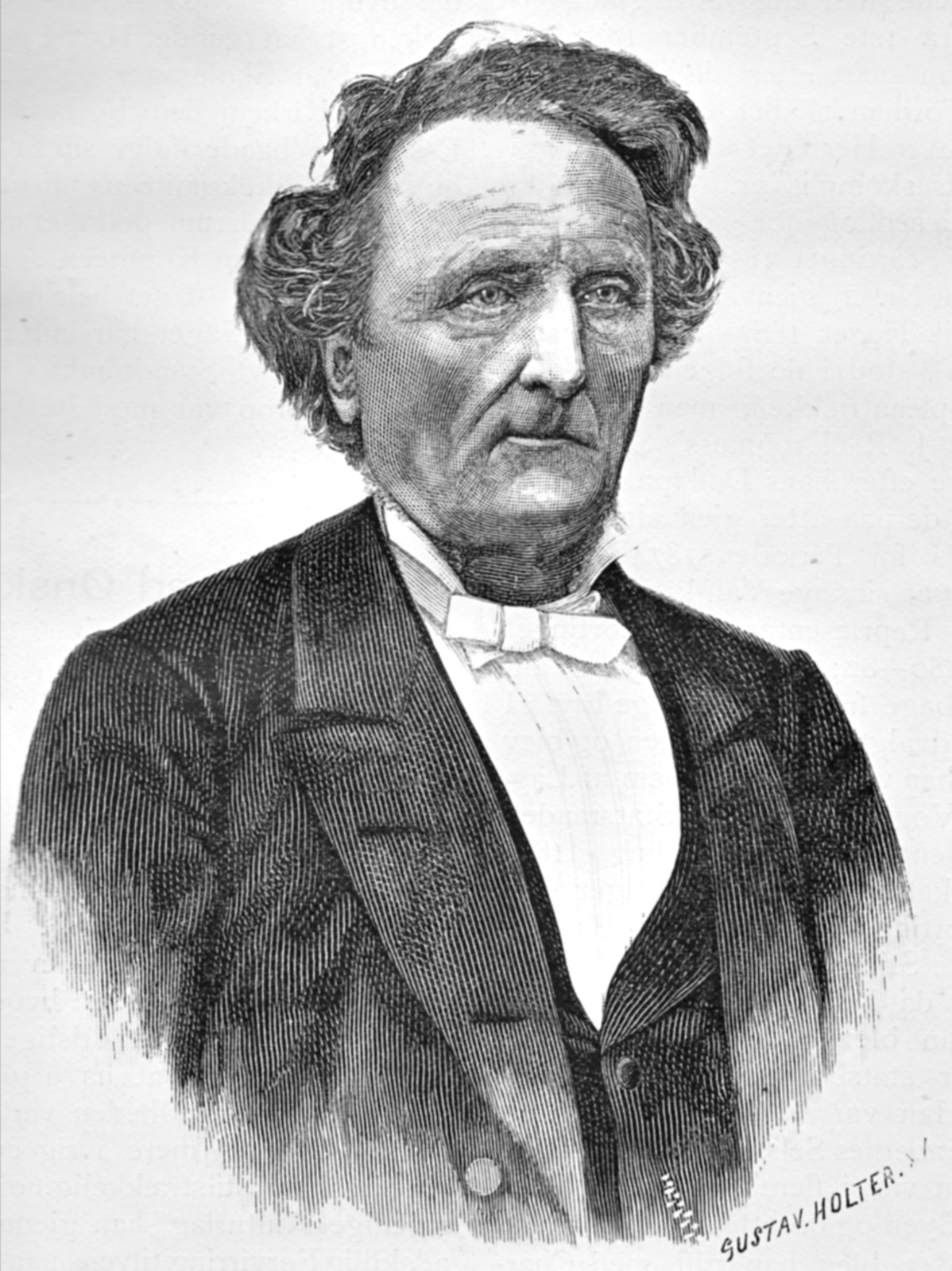
Bernhard Ludvig Essendrop.

Bernhard Ludvig Essendrop, född den 21 december 1812, död den 13 mars 1891, var en norsk präst och politiker, bror till Carl Essendrop.
Essendrop blev teologie kandidat 1834 och kyrkoherde i Baklandet, en av Trondhjems församlingar, 1847 samt 1875 stiftsprost i samma stad. 
Under en längre följd av år var Essendrop medlem av stortinget, och 1872-82 innehade han den ena av dess talmansplatser. Han tog 1883 avsked som stiftsprost när han flyttade till Oslo.